# Толстов, Василий Григорьевич
Васи́лий Григо́рьевич Толсто́в (5 января 1858 [24 декабря 1857]; станица Темижбекская [ныне Кавказский район Краснодарского края], Кубанская область, Российская империя — 25 ноября 1935; монастырь Хопово, Югославия) — полковник (отставной генерал-майор 1913—1914) русской армии, атаман Кавказского отдела Кубанского казачьего войска. Во время Гражданской войны во ВСЮР и Русской армии Врангеля. Историк Кубанского казачьего войска.

## Биография
Происходил из кубанских казаков. Уроженец кубанской линейной станицы Темижбекской. Православного вероисповедания. В 1876 году окончил Кубанскую войсковую гимназию, а в 1878 Ставропольское казачье юнкерское училище. После этого также окончил Офицерскую стрелковую и Офицерскую кавалерийскую (отлично) школы.
На военную службу вступил 13 июля 1876 года в Хопёрский казачий полк Кубанского казачьего войска (позже был переведён 1-й Кубанский казачий полк, а в сентябре 1888 г. зачислен в 1-й Хопёрский полк). В течение 6 лет и 10 месяцев командовал сотней.
Вскоре командование полка обратило своё внимание на подъесаула Толстова как на образованного, начитанного и энергичного офицера, интересовавшегося историей полка. В преддверии 200-летнего юбилея Хопёрского полка, Толстову в 1895 году было поручено составление очерка полка. Для сбора архивных материалов он был командирован в Москву и Санкт-Петербург. Изучал местные анналы в Екатеринодаре и Ставрополе, а также в станицах Баталпашинского отдела беседовал с местными старожилами. Однако года было явно недостаточно для сбора материалов, достаточных к объёмному изданию истории хопёрских казаков, и к юбилею в 1896 году вышел краткий хронологический очерк полка. Объёмный же труд (уже есаула, с 1 июня 1898 г.) Толстого по истории Хопёрского полка (более 500-страничный фолиант из 2-х частей и приложение) вышел только в 1901 году.
26 февраля 1907 года Толстов был произведён в чин войскового старшины в 1-м Кубанском казачьем полку, а 25 сентября 1910 вступил в должность командира 2-го кадрового (льготного) Кубанского казачьего полка Кубанского казачьего войска. 31 декабря 1913 года по возрастному цензу был уволен от службы с награждением чином генерал-майора с мундиром и пенсией. В том же году был назначен атаманом Кавказского отдела (оставался в той должности до 1917 года).
С началом Первой мировой войны, 24 октября 1914 года вновь вернулся в службу и был определён в резерв чинов при штабе Кавказского военного округа и с зачислением по Кубанскому казачьему войску прежним чином полковника. По состоянию на 1 августа 1916 года в том же чине и должности.
Во время гражданской войны в Вооружённых силах Юга России и Русской армии до эвакуации Крыма. В 1920 году с остатками Кубанской армии эвакуировался в Крым. 18 декабря подлежал эвакуации на корабле «Херсон». Эмигрировал на остров Лемнос. В следующем году он переехал в Югославию. Поселился в русском монастыре Петковица, где служил псаломщиком, заведовал огородами, заготовлял продукты на зиму. Занимался переписыванием для монастыря церковных книг. Также Толстов по памяти восстанавливал свои книги, которые оставались в России. После закрытия в 1934 году Петковицкого монастыря Толстов переехал в сербский монастырь Хопово.
25 ноября 1935 года Толстов скончался в том же монастыре.

| - Вступил в службу (ст. 31 июля 1876) - Хорунжий (ст. 14 декабря 1879) - Сотник (ст. 1 января 1885) — Награждён. - Подъесаул (ст. 14 октября 1890) - Есаул (ст. 1 июня 1897) - Войсковой старшина (ст. 26 февраля 1907) - Полковник (ст. 6 декабря 1910) - Отставка, генерал-майор (31 декабря 1913) — Награждён чином при отставке. - Определён в службу, полковник (ВП 24 октября 1914, ст. 29 сентября 1911) | - Орден Святого Станислава 2-й степени (1902) - Орден Святой Анны 2-й степени (1909) |